# 徐用錫
徐用錫，字壇長，號魯南、畫堂，江南宿遷縣人。

## 生平
初名徐杏。康熙四十八年（1709年）中己丑科進士，選庶吉士，散館授編修，後擢侍講。罷官後客居揚州馬氏玲瓏山館。
徐用錫工詩文，浩瀚而不務修辭。又工書法篆刻，於字法變遷、碑帖源流等考訂精審。有《圭美堂集》存世。

## 轶事
袁枚《子不語》載，徐用錫未入仕時，赴都會試，如廁時見到太歲，想起某書云「鞭太歲者脫禍」，於是取大棍與家丁輪流笞擊。同年即成進士。